# Alberto Giomo
Alberto Giomo (Milano, 5 giugno 1917 – 28 maggio 1977) è stato un politico italiano.

## Biografia
Laureato in Filosofia, è insegnante. Impegnato in politica con il Partito Liberale Italiano, viene eletto alla Camera dei deputati alle elezioni del 1963, confermando il seggio anche alle elezioni politiche del 1968 e poi del 1972; nella VI legislatura è presidente della Giunta delle elezioni della Camera. Conclude il proprio mandato parlamentare nel 1976.
Muore il 28 maggio 1977, una settimana prima di compiere 60 anni. È sepolto nel cimitero maggiore di Milano